# Arcispedale Santa Maria Nuova
L'Arcispedale Santa Maria Nuova è la principale struttura ospedaliera di Reggio Emilia. Fondato nel 1339 (circa), comprende al suo interno l'IRCCS Istituto in tecnologie avanzate e modelli assistenziali in oncologia. L'Arcispedale è il polo principale dell'Azienda Usl di Reggio Emilia - IRCCS.

## IRCCS Istituto in tecnologie avanzate e modelli assistenziali in oncologia
Fondato nel 2011, l'IRCCS conta 193 posti letto all'interno dell'Arcispedale. L'attività del dipartimento si articola su tre livelli: ricerca clinica, ricerca traslazionale e valutazione dei servizi sanitari nei pazienti oncologici. Nel 2018 l'IRCCS ha prodotto 225 pubblicazioni.

## Dipartimenti
La struttura è organizzata nei seguenti dipartimenti ad attività integrata:
- Dipartimento chirurgie generali e specialistiche
- Dipartimento diagnostica per immagini e medicina di laboratorio
- Dipartimento emergenza urgenza
- Dipartimento internistico
- Dipartimento materno infantile
- Dipartimento medicina specialistica
- Dipartimento neuromotorio e riabilitativo
- Dipartimento oncologico e tecnologie avanzate - IRCCS